# Lagocheirus delestali
Lagocheirus delestali là một loài bọ cánh cứng trong họ Cerambycidae.